# Alan R. Kramer
Alan R. Kramer (* 1954 in Kapstadt) ist ein deutscher Historiker. Seine Forschungen machten ihn zu einem international anerkannten Experten für die Geschichte des Ersten Weltkrieges und die Geschichte der Gewalt.

## Leben und Wirken
Kramer studierte Germanistik an der University of Newcastle upon Tyne (BA 1977, MA 1979). Von 1978 bis 1984 studierte er Geschichte an der Universität Hamburg. 1987 wurde er bei Arnold Sywottek mit einer Dissertation über die britische Demontagepolitik am Beispiel Hamburgs 1945–1950 zum Dr. phil. promoviert. 1986/87 war er Lecturer im Department of History am University College Dublin. Seit 1987 lehrte er zunächst als Lecturer, danach als Senior Lecturer, Associate Professor und seit 2008 als Professor mit einem Lehrstuhl im Department of History am Trinity College Dublin bis zu seiner Emeritierung im Herbst 2019. Er ist seit 1994 Fellow des Trinity College.
1996/97 hatte Kramer eine Gastprofessur an der University of Cape Town, Südafrika. 1991/92 war er Stipendiat der Alexander von Humboldt-Stiftung. Sein Gastgeber war Wolfgang J. Mommsen an der Heinrich-Heine-Universität Düsseldorf. Er hatte 2002/2003 einen Forschungsaufenthalt in Rom. 2015 wurde ihm der Forschungspreis der Alexander von Humboldt-Stiftung verliehen, der es ihm ermöglichte, ein Jahr an der Universität Hamburg zur Globalgeschichte der Konzentrationslager zu arbeiten (Gastgeberin: Angelika Schaser).
Er ist Mitbegründer (mit Oliver Janz und Ute Daniel) und general editor von 1914–1918-online. International Encyclopedia of the First World War. Im Jahr 2018 wurde er zum Mitglied der Royal Irish Academy gewählt.
Seine Forschungsschwerpunkte sind die Geschichte Deutschlands und Europas in der ersten Hälfte des 20. Jahrhunderts, Kultur- und Mentalitätsgeschichte, Geschichte der Gewalt sowie Wirtschaftsgeschichte. Er steht vor allem für einen transnationalen Ansatz zur Interpretation der kriegerischen und politischen Gewalt im Zeitalter der beiden Weltkriege. Er veröffentlichte zusammen mit John Horne 2021 eine aufsehenerregende Studie zu den deutschen Kriegsgräueln 1914 (German Atrocities 1914. A History of Denial, deutsche Übersetzung: Deutsche Kriegsgreuel. Die umstrittene Wahrheit. Hamburg 2004). Er stellte 2007 in seiner Darstellung Dynamic of Destruction. Culture and Mass Killing in the First World War den Ersten Weltkrieg als einen Kulturkrieg dar. Er vertritt die These, dass zwischen der kulturellen Zerstörung und dem massenhaften Töten eine konzeptionelle Verbindung („conceptual link“, S. 2) bestanden habe. Gegenwärtige Forschungsprojekte sind die Globalgeschichte der Konzentrationslager und die Blockaden im Zeitalter der Weltkriege.
Er ist mit der Autorin Renate Ahrens verheiratet.

## Schriften (Auswahl)
- Monographien
- Die britische Demontagepolitik am Beispiel Hamburgs 1945–1950 (= Beiträge zur Geschichte Hamburgs. Band 40). Verein für Hamburgische Geschichte, Hamburg 1991, ISBN 3-923356-40-4 (zugleich Dissertation, Hamburg 1987).
- mit John Horne: German Atrocities, 1914. A History of Denial. Yale Univ. Press, New Haven und London 2001, ISBN 0-300-08975-9.
  - Deutsche Kriegsgreuel 1914. Die umstrittene Wahrheit. Übersetzung Udo Rennert. Hamburger Edition, Hamburg 2004; Taschenbuchausgabe mit einem neuen Vorwort zur Rezeption des Buches seit 2001: Hamburger Edition, 2018. ISBN 978-3-86854-327-8.
  - 1914. Les Atrocités allemandes. Übersetzung Hervé-Marie Benoît, Tallandier, Paris 2005, ISBN 2-84734-235-4; Taschenbuch: Les Atrocités allemandes. La vérité sur les crimes de guerre en France et en Belgique, Tallandier, Paris 2011.
- Dynamic of Destruction. Culture and Mass Killing in the First World War (= The Making of the Modern World.) Oxford Univ. Press, Oxford u. a. 2007, ISBN 978-0-19-280342-9. Taschenbuch: Oxford Univ. Press, Oxford u. a. 2008, ISBN 0-19-954377-1.
- Concentration Camps, Oxford Univ. Press, Oxford, 2025, ISBN-13: 9780198800620

- Herausgeberschaften
- mit Bettina Greiner: Welt der Lager. Zur „Erfolgsgeschichte“ einer Institution. Hamburger Ed., Hamburg 2013, ISBN 3-86854-267-1.
- mit Miguel Alonso und Javier Rodrigo: Fascist Warfare. Aggression, Occupation, Annihilation (1922–1945). Palgrave Macmillan, Cham 2019, ISBN 978-3-03027648-5, doi:10.1007/978-3-030-27648-5.

- Aufsätze
- Italienische Kriegsgefangene im Ersten Weltkrieg. In: Hermann J. W. Kuprian, Oswald Überegger (Hrsg.): Der Erste Weltkrieg im Alpenraum. Erfahrung, Deutung, Erinnerung. La Grande Guerre nell'arco alpino. Esperienze e memoria. Universitätsverlag Wagner, Innsbruck/Provincia Autonoma di Bolzano 2006, S. 247–258.
- Deutsche Kriegsverbrechen 1914/1941. Kontinuität oder Bruch? In: Sven Oliver Müller, Cornelius Torp (Hrsg.): Das deutsche Kaiserreich in der Kontroverse. Vandenhoeck & Ruprecht, Göttingen 2009, S. 341–356.
- Ethnische Säuberungen vom Ersten Weltkrieg zum Nationalsozialismus. In: Gerd Krumeich (Hrsg.): Nationalsozialismus und Erster Weltkrieg. Klartext, Essen 2010, S. 323–345.
- Blockade and Economic Warfare. In: Jay Winter (Hrsg.): The Cambridge History of the First World War, Bd. II: The State, Cambridge Univ. Press, Cambridge 2014, S. 460–489.
- Introduction. In: Ute Daniel, Peter Gatrell, Oliver Janz, Heather Jones, Jennifer Keene, Alan Kramer, Bill Nasson (Hrsg.): 1914–1918-online. International Encyclopedia of the First World War. Freie Universität Berlin, 2014. DOI:10.15463/ie1418.666.
- Recent Historiography of the First World War (Part I). In: Journal of Modern European History, 12, (1), 2014, S. 5–27.
- Recent Historiography of the First World War (Part II). In: Journal of Modern European History, 12, (2), 2014, S. 155–174.
- “Too early to say?” Centennial perspectives on the First World War. In: Edgar Wolfrum, Odila Triebel, Cord Arendes, Angela Siebold, Joana Duyster Borredà (Hrsg.): European Commemoration. Locating World War I. Institut für Auslandsbeziehungen, Stuttgart 2016, S. 17–30.
- mit John Horne: Wer schießt hier aus dem Hinterhalt? In: Frankfurter Allgemeine Zeitung, 1. März 2018, S. 14.
- Introduction. The World of Camps. A Protean Institution in War and Peace. In: Gregor Feindt, Anke Hilbrenner, Dittmar Dahlmann (Hrsg.): Sport under Unexpected Circumstances. Violence, Discipline, and Leisure in Penal and Internment Camps. Vandenhoeck & Ruprecht, Göttingen 2018, S. 23–40.
- The Sharp End. Witnessing, Perpetrating, and Suffering Violence in 20th Century Wars. In: Catriona Pennell, Filipe Ribeiro de Meneses (Hrsg.): A World at War, 1911–1949. Explorations in the Cultural History of War, Brill, Leiden und Boston 2019, S. 83–107.
- mit Miguel Alonso und Javier Rodrigo: Introduction. In: Miguel Alonso, Alan Kramer, Javier Rodrigo. Fascist Warfare. Aggression, Occupation, Annihilation (1922–1945), Palgrave Macmillan, Cham 2019, S. 1–23. DOI:10.1007/978-3-030-27648-5.
- From Great War to Fascist Warfare. In: Miguel Alonso, Alan Kramer, Javier Rodrigo: Fascist Warfare. Aggression, Occupation, Annihilation (1922–1945), Palgrave Macmillan, Cham 2019, S. 25–50. DOI:10.1007/978-3-030-27648-5.
- Naval Blockade (of Germany). In: Ute Daniel, Peter Gatrell, Oliver Janz, Heather Jones, Jennifer Keene, Alan Kramer, Bill Nasson (Hrsg.): 1914–1918-online. International Encyclopedia of the First World War, Freie Universität Berlin, Berlin 2020-01-22. DOI:10.15463/ie1418.11451.
- Rache oder Reintegration? Die aus den NS-Lagern Befreiten, die britsichen Befreier und die Hamburger, Mai bis Oktober 1945 in Befreite und Befreier? Kriegsende in Hamburg 1945, Hrsg. Helmut Stubbe da Luz, Hamburg 2025, S. 125–146, ISBN 978-3-86818-218-7